# Xyela sibiricae
Xyela sibiricae (лат.) — вид перепончатокрылых насекомых рода Xyela из семейства пилильщиков Xyelidae. 

## Распространение
Россия (Иркутская область), Монголия. 

## Описание
Мелкие пилильщики, длина около 4 мм; длина передних крыльев самок 4,8—4,9 мм (у самцов 4,0—4,1 мм). Голова жёлтая с чёрными отметинами. Кормовые растения для ложногусениц: сосны Pinus (Сосна сибирская кедровая, Pinus sibirica). Вид был впервые описан в 2013 году немецким энтомологом Стефаном Бланком (Senckenberg Deutsches Entomologisches Institut, Müncheberg, Германия).